# Georges Dargaud
Pour les articles homonymes, voir Dargaud (homonymie).
Georges Dargaud, né le 27 avril 1911 à Paris 11e, où il est mort le 18 juillet 1990, est un éditeur français de bandes dessinées, fondateur des éditions Dargaud.

## Biographie
Après de menus travaux dans la presse et la publicité, Georges Dargaud crée en 1943 les éditions Dargaud, et en 1949 devient l'éditeur français du Journal de Tintin, qu'il publiera pendant vingt-sept ans. De 1955 à 1964, il édite également Line, un journal illustré pour jeunes filles, en partenariat avec Raymond Leblanc pour les éditions du Lombard en Belgique,.
En 1959, Georges Dargaud lance le journal Pilote. Avec Dupuis, Casterman et les éditions du Lombard, Dargaud devient l'un des principaux éditeurs de bande dessinée en France et publiera nombre  de séries devenues célèbres,  d’Astérix à Achille Talon, en passant par Blueberry et Valérian, tout en participant à l’avènement de la bande dessinée d’auteur.
En 1984, Dargaud est la première maison d’édition européenne de BD maîtrisant plus de 40 % du marché avec une production annuelle de 20 millions d’ouvrages diffusés dans son réseau français et international et un catalogue de 1500 titres.
En 1989, un an avant sa mort, Georges Dargaud se retire en cédant son entreprise au groupe Media Participations.

## Décoration
- Chevalier de l'ordre du Mérite touristique (1954)[4].